# باد شفارتاو
باد اشوراتوا (بالألمانية: Bad Schwartau) هي بلدة ألمانية تقع في ألمانيا في شليسفيغ هولشتاين.  يقدر عدد سكانها بـ 19,794 نسمة .

## المدن التوأمة
مدن Czaplinek، Villemoisson-sur-Orge و باد دوبران هي مدن توأمة لـباد اشوراتوا.